# 姫川橋梁 (北陸新幹線)
姫川橋梁（ひめかわきょうりょう）は、新潟県糸魚川市寺島 - 須沢の姫川に架かる北陸新幹線の橋長462 m（メートル）のフィンバック橋。糸魚川駅 - 黒部宇奈月温泉駅間に位置する。

## 概要
本橋は新幹線橋梁として初めてフィンバック橋が採用された。なお、鉄道橋としては以前に仙石線鳴瀬川橋梁があったがこれは単線断面であり、複線断面の鉄道橋としては本橋が初めてである。本橋は2007年（平成19年）にプレストレストコンクリート技術協会賞作品部門を受賞している。
フィンバック橋とは橋梁支点部にフィンバックとよばれる魚の背びれのようなウェブを突出させた橋で、曲げモーメントとせん断力に対して合理的に抵抗でき、フィン内にPCケーブルを配置して偏心量を大きくとることができるため桁下空間を確保しやすい特性がある。更に本橋ではフィンが飛驒山脈と景観上調和し、防風の役目も担っている。
フィンの高さは2.176 m - 5.150 mであり、最大高をラッセル車で除雪可能な高さとした。側径間のフィン高は隣接高架橋の高欄の高さに合わせている。支間中央部ではフィン高が小さく防風のために透明アクリル板が設置されている。フィンの天端は積雪・落雪を防止するために外側への勾配がつけられている。
姫川橋梁は中路箱桁構造であり、フィンの内側面の距離が12 m弱と広く、フィン高は最大で5 mを超え自重が問題となることから3室箱桁が採用されている。外側ウェブは景観上の配慮から斜めウェブが採用され、これは自重軽減も図られた。桁高は標準部は2.500 mであるが側径間では堤防上の管理用道路の建築限界確保のために1.500 mとなっている。
支承には固定支点であるP4橋脚にはゴム支承を、可動支点であるそのほかの橋脚には滑りゴム支承が採用された。
工法については、張出し架設工法や送出し工法などでは通年施工可能であるがフィンバック橋は大断面であり、フィンが変化するなど施工難度が高いことから固定支保工架設を採用し、非出水期施工となった。
本橋は積雪寒冷地に位置し、海岸線から700 mに位置する塩害環境にあるため、対策として全周への防水塗装が実施されている。
- 形式 - PC7径間連続フィンバック橋
- 活荷重 - P-16
- 設計速度 - 260 km/h
- 橋長 - 462.000 m
  - 支間割 - 55.800 m + 69.000 m + 3×70.000 m + 69.000 m + 55.800 m[注釈 2]
- 幅員 - 13.300 m（複線）
- 軌道 - スラブ軌道
- 基礎 - 直接基礎（P1・P8）・ニューマチックケーソン基礎（P2 - P6）
- 平面線形 - 直線
- 縦断勾配 - 6.0 ‰ - 水平
- 設計 - 八千代エンジニヤリング
- 施工 - ピーエス三菱・興和コンクリート・常磐興産ピーシーJV
- 架設工法 - 固定式支保工

本橋は高崎起点から216 km579 m37 - 216 km117 m37に位置する。

## 歴史
設計は八千代エンジニヤリングによって行われた。河川管理者からの条件は上流の国道8号姫川大橋を近接橋として支間長を1.5倍とすること・ピアアバット形式は避けること・河川管理用通路は桁下高4.5 m以上を確保すること・右岸堤防上には遊歩道があり、景観に配慮することであった。このため7径間連続桁に決まり、このもとでPC箱桁・合成桁・PCフィンバックの3形式が提案され、工事施工時の縦断線形を変更せずに桁下高を確保でき、経済性にも優れる点からフィンバック形式が採用された。なお、斜版橋や斜張橋は除雪の支障のため、トラス橋は上弦材の雪庇・落雪・除雪の支障の点から検討が行われなかった。
本橋梁は鉄道建設・運輸施設整備支援機構鉄道建設本部北陸新幹線第二建設局により発注され、ピーエス三菱・興和・常磐JVにより施工された。
施工は固定式支保工を採用したため非出水期に限定され、2004年（平成16年）7月13日 - 2007年（平成19年）7月12日の工期で3か年に分け7の施工区分に分けて実施された。
7つに分割された施工区分でも打設量が多く、打設時間・鉄筋やPC鋼材の保持・支保工設置などの点で問題があったため、1つの施工区分を支点部の箱桁部、フィン部、支間中央の下床版とウェブ、上床版とフィン部の4ブロックに分割して施工した。フィン部の部材厚が1.000 mあり、分割施工による打設目には水和熱などによってひび割れが生じる恐れがあった目3次元FEM温度解析を実施した。さらにはフィンバックは特殊形状であり、鉄筋やケーブルの配置が複雑であり、またひび割れが懸念されたことから実物大の模型によってコンクリート打設試験が実施された。ひび割れ幅の制限値は塩害環境を考慮して0.15 mm以下として施工された。
フィンバック形式であり、主ケーブルの配置は急勾配があることからグラウト充填は真空ポンプを併用して行った。
施工期間は冬季で気温が低く、暴風雪の日が多いことから塩分からの保護やコンクリート打設への適切な温度の維持、良好な作業環境構築などの目的のため施工区域全体に上屋を仮設し、ダクトを設置し温度を維持した。